# لن کوکس

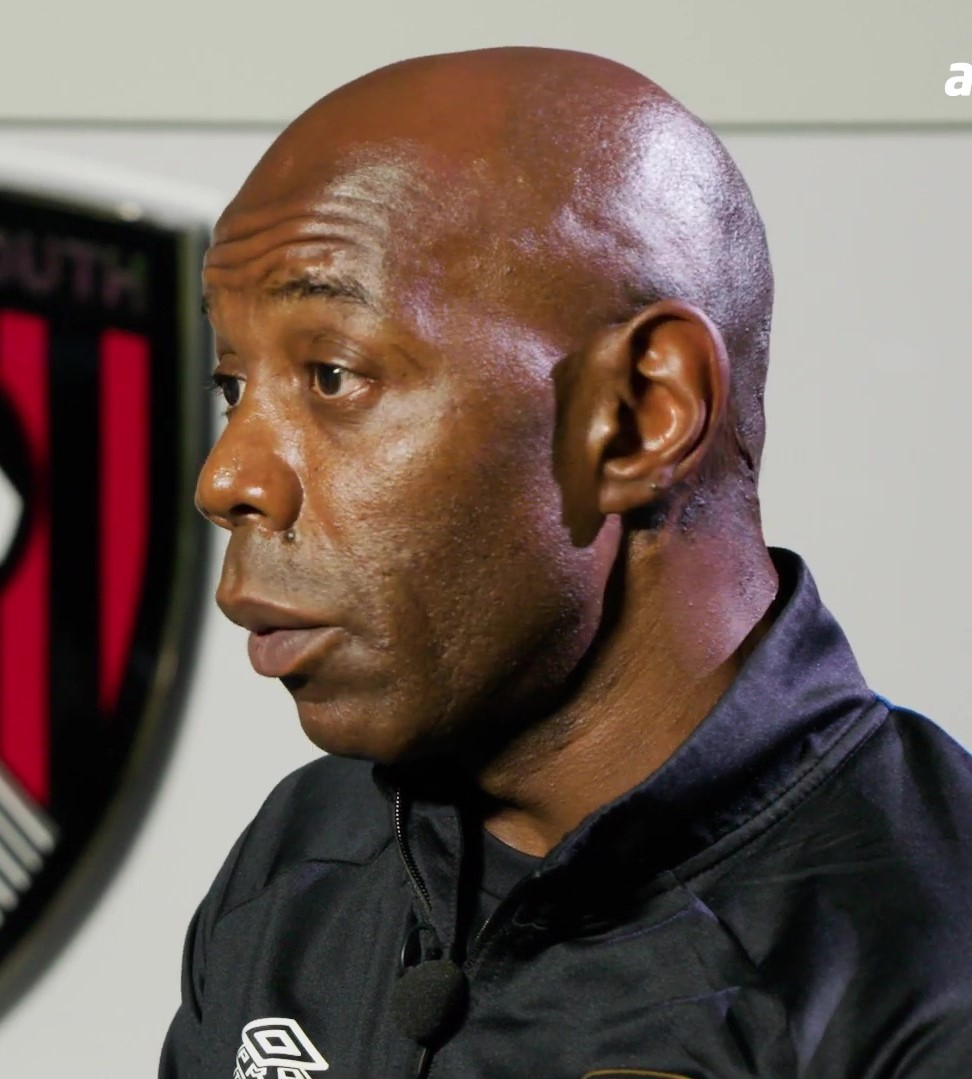
لن کوکس در سال ۲۰۲۱

لن کوکس (انگلیسی: Ian Cox؛ زادهٔ ۲۵ مارس ۱۹۷۱) یک بازیکن فوتبال اهل ترینیداد و توباگو است.
وی همچنین در تیم ملی فوتبال ترینیداد و توباگو بازی کرده‌است.